# トルコの歴史
トルコの歴史（トルコのれきし）を記述する。現在のトルコ共和国はイスラム圏に属するが、その領土となっている地域の歴史を見ると、古代オリエント文明、古代ギリシアローマ文明、ビザンティン文化、イスラム文化などが栄え、多様である。また、同国最大の都市イスタンブールはローマ帝国、東ローマ帝国、オスマン帝国と3つの世界帝国の首都となった稀有の都市である。近代においてはイスラム圏でいち早く世俗主義の近代国家の建設を行ったことが注目される。

## 先史時代
アナトリアには旧石器時代（1万1000年から60万年前）からの遺跡が存在する。紀元前2000年末ごろから鉄を作る技術が中近東世界に広がった。この地域が鉄器時代に入ったと考えられる。

### 新石器時代
現在も発掘中のギョベクリ・テペ遺跡では紀元前10000年～紀元前8000年頃の構造物が見つかっており、またレーザースキャンによる地形測量結果によれば紀元前13000年～紀元前12000年頃の構造物が埋まっていると考えられている。近隣のカラハン・テペ遺跡も未発掘だが同時期の遺跡である可能性がある。
紀元前9500～紀元前9000年頃に営まれたとされ現在はウルス・ダムに水没しているハッサンケイフ・ホユック遺跡では、狩猟採集民が定住をしていたとみられる。同時期のハラン・チェミ遺跡では魚介類・鳥類の骨の分析から年間を通じて定住していた可能性が高いことが示されている。
紀元前8630年～紀元前6800年頃に営まれたとされるチャヨニュ遺跡は、狩猟・採集から栽培・家畜化への移行を示している。またブタが初めて家畜化された場所であると考えられる。
紀元前8400年～紀元前8100年頃に営まれたとされるネヴァル・チョリ遺跡では紀元前8300年頃までに栽培・家畜への依存度が上がった。
紀元前7400年～紀元前6200年頃、チャタル・ヒュユク東遺跡にて農耕牧畜が行われていたと見られる。

### 金石併用時代
紀元前6200年～紀元前5200年頃、チャタル・ヒュユク西遺跡にて彩文土器などの文化が行われたとされる。

### ローマ支配まで

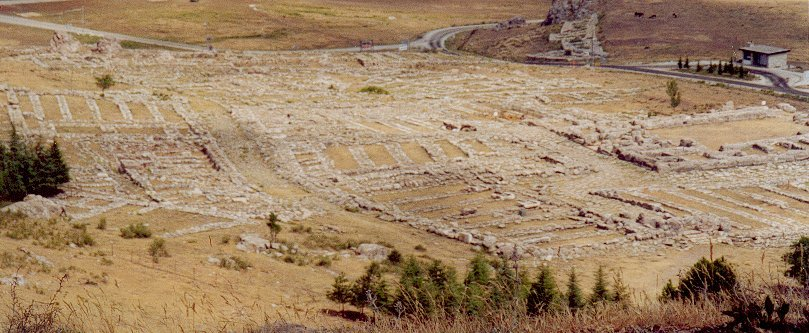
ハットゥシャ遺跡

## 古代

### アナトリア
現在のトルコ共和国の国土の中心となっているアナトリア地域は世界的にも歴史の古い土地で、紀元前18世紀にはインド・ヨーロッパ語族のヒッタイト王国が建国された。鉄器を最初に使用したというヒッタイトは紀元前14世紀には全盛期を迎えるが、紀元前1200年頃には海の民によって滅ぼされた。紀元前9世紀にはフリュギア王国、紀元前7世紀にはリュディア王国がこの地に建国された。
紀元前6世紀にはアケメネス朝ペルシアの支配を受け、古代ギリシャとのペルシア戦争やペロポネソス戦争を行なった。
紀元前4世紀のダレイオス3世の頃に、マケドニア王国のアレクサンドロス大王に征服された。アレクサンドロス大王死後はディアドコイ戦争を経て、セレウコス朝シリアの支配下に入った。
セレウコス朝期には、プトレマイオス朝と五次に渡るシリア戦争が行なわれた。
共和政ローマとのローマ・シリア戦争（紀元前192年-紀元前188年）では、紀元前191前にはローマに敗れ、ペルガモン王国などの小国に分裂した。ローマ帝国期に各小国が属州となった。

### エーゲ海沿岸地方
一方、エーゲ海沿岸地方にはギリシア人によってミケーネ文明が開かれ、「トロイア戦争」で有名なイリオスは紀元前1200年頃までには繁栄していたが、前1200年のカタストロフで海の民により滅ぼされた。
紀元前7世紀のマグナ・グレキア時代に、地中海各地への植民が行われ各地に植民都市が建設された。ボスポラス海峡に建設されたビザンティウムもその一つである。

## 中世

### 東ローマ帝国

アギア・ソフィア大聖堂（周囲の尖塔はオスマン帝国時代のもの）

330年ビザンティウムはローマ帝国の首都となりコンスタンティノポリス（現在のイスタンブール）と改名された。395年にはローマ帝国が東西に分裂すると東ローマ帝国の首都として前代未聞の繁栄を見せた。
東ローマ帝国は6世紀のユスティニアヌス1世の頃にローマ帝国の版図の大半を回復することに成功したが、その後サーサーン朝との抗争やユスティニアヌス時代の征服戦争などによる財政破綻などから急激に衰退する。7世紀初頭の皇帝ヘラクレイオスはサーサーン朝に勝利したものの、勃興してきたイスラム帝国やスラヴ人の侵攻を受けて版図は急激に縮小し、守勢に転じた。また、西欧諸国やローマ・カトリック教会とも対立を深め、それまでの地中海周辺全体を支配する大帝国から、当時ギリシア人が多数を占めていた現在のギリシャ・トルコ周辺を中心とする国家へと変貌し、公用語もラテン語からギリシア語へと改められた。この時代、現在のトルコに当たる小アジアは対イスラムの前線として、そして穀倉地帯として重要な役割を果たしていた。
アナトリアで東ローマ帝国がイスラーム帝国と覇権を争っているころ、555年に東方のアルタイ山脈の麓で突厥が柔然を滅ぼし、中央アジアに大帝国を築いた。582年に西突厥が分裂し突厥は東西に分かれた。7世紀に西突厥とサーサーン朝の戦争（第一次ペルソ・テュルク戦争、第二次ペルソ・テュルク戦争、第三次ペルソ・テュルク戦争）で捕虜となったトュルク族は、イスラーム教徒のペルシア征服によって651年にサーサーン朝が滅亡すると、以後はイスラム圏で遊牧生活を営むとともに、マムルークとして浸透していった。
9-10世紀になると、東ローマ帝国は国力を回復させて再攻勢に出るようになる。その結果、11世紀初頭にはバルカン半島全土や北シリア、南イタリア、アルメニアなどを支配する大帝国として復活する。しかし、11世紀半ば頃になると再び国力が衰え、東からテュルク系セルジューク朝の侵攻を受けるようになる。

### セルジューク朝
マムルークの中のトュルク系オグズ族のセルジュークが部族を糾合し、1038年にはホラサーンの支配を確立しセルジューク朝を樹立した。1055年にはトゥグリル・ベクがバグダードに入城し、アッバース朝のカリフからスルタンの地位を授かった。セルジューク朝はスンナ派の庇護者としての正当性を得ると、西アジアのイスラーム圏の主導的立場となった。
1071年マンジケルトの戦いでセルジューク朝が東ローマ帝国を破ると、アナトリアに進出し、ルーム・セルジューク朝が誕生した。ルーム・セルジューク朝の支配のもとでアナトリアのトルコ化、イスラム化が進行した。
1241年にモンゴル帝国軍がカイホスロー2世のルーム・セルジューク朝に侵攻し、1243年のキョセ・ダグの戦いでバイジュ率いるモンゴル軍に降伏し、フレグがイル・ハン国を樹立。セルジューク朝はアナトリアに中心を移したが、アナトリアはベイリクが乱立し、その混乱期はオスマン朝による統一（コンスタンティノープルの陥落）まで200年間ほど続いた。

## 近世

### オスマン帝国

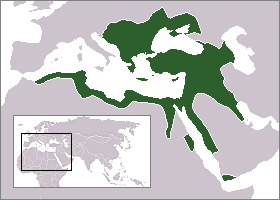
1683年、膨張の極みに達したオスマン帝国の最大版図。
最近の研究ではこの時代のバルカン半島を「パクス・オトマニカ」の下で統合と共存、平和を享受していたとみる傾向にある。

アナトリアは幾つかの君公国に分かれていたが、1299年にオスマンが開いたオスマン朝は順調に勢力を拡大し、3代スルタンのムラト1世はアドリアノポリスを占領し、ブルサから遷都した。その後コソボの戦いでセルビア、ブルガリア、ルーマニアを支配下に置いた。さらにニコポリスの戦いでは神聖ローマ皇帝ジギスムント率いる十字軍を破っている。1394年にバヤズィト1世は初めてコンスタンティノポリスの包囲を敢行した。
1402年にアンカラの戦いで東方からの征服者ティムールに敗れ、オスマン朝は崩壊の危機に見舞われ、アナトリアは再びベイリクが乱立する混乱期に入った。
その後メフメト2世の頃には国力を回復し、1453年のコンスタンティノープルの陥落によって、東ローマ帝国を滅亡させ、混乱期に終止符を打った。さらに1517年にはエジプトのマムルーク朝を滅ぼし、イスラム教スンニ派世界の主導的地位を獲得した。
スレイマン1世の頃には1526年のモハーチの戦いでハンガリー王国を滅ぼし、征服。1529年には第一次ウィーン包囲を敢行。神聖ローマ帝国に肉薄した。1522年にはプレヴェザの海戦でキリスト教国連合を破り、地中海を「オスマンの海」とした。
スレイマン1世の頃はオスマン帝国の絶頂期で、法制の整備、イェニチェリの改革や教育政策の充実、学芸の振興などが進んだ。

## 近代

### オスマン帝国の衰退

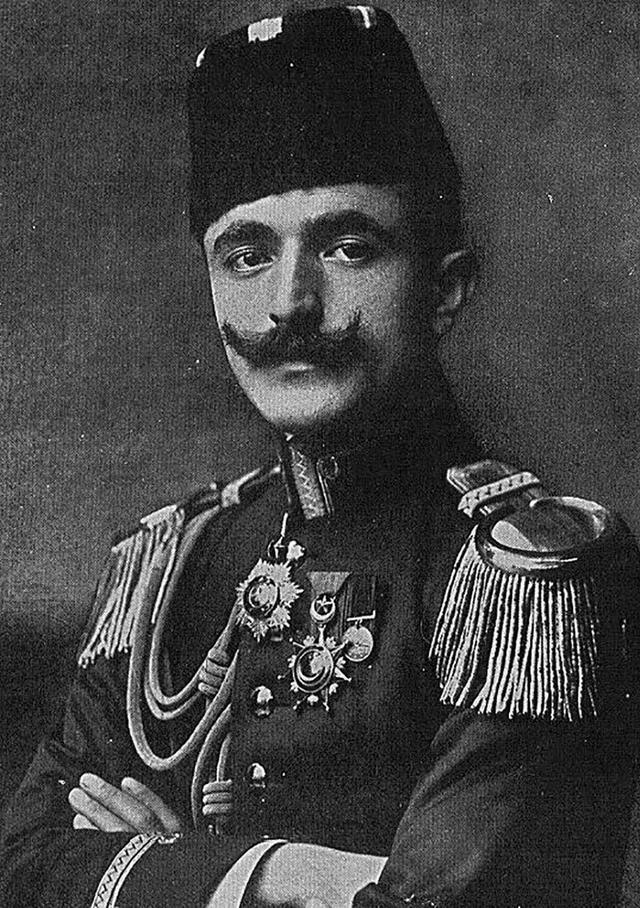
エンヴェル・パシャ

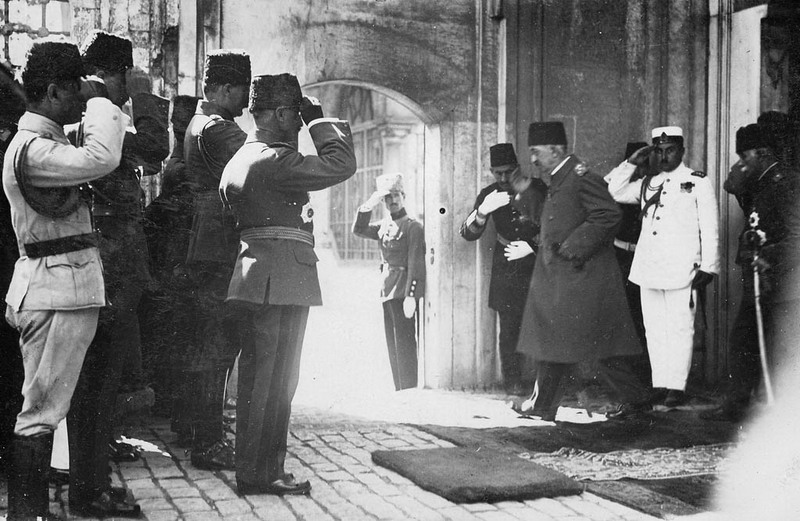
1922年11月、アンカラのトルコ共和国政府による帝制廃止を受けて、ドルマバフチェ宮殿を後にするメフメト6世。この写真が撮られてから数日後、英国の戦艦でマルタに亡命。その後サンレモに居住し、1926年に同地で没した。

スレイマン1世の死後、1571年にはレパントの海戦でスペイン艦隊に敗れ、オスマン朝はキリスト教勢力に初めて敗北を喫した。これを以ってオスマン帝国の衰退といわれるが、実際は地中海の制海権を維持していた。しかし1683年の第二次ウィーン包囲の失敗後にはスレイマン1世以来の制度の変質が顕在化し、衰退に向かった。18世紀初頭には西欧諸国との間で、良好な関係が形成され、チューリップ時代と呼ばれる平和な時代が到来した。しかし、ハプスブルク君主国やロシア帝国などの中東欧諸国との戦争で弱体化を余儀なくされ、18世紀後半には露土戦争の結果、クリミア半島をエカテリーナ2世のロシア帝国に割譲した。
このような帝国の衰えに対しセリム3世のように改革を実行しようとするスルタンも現れたが、イェニチェリの介入で失敗し、政局は混乱した。
19世紀の始めにはタンジマートと呼ばれる改革が実行され、さらに1876年にはオスマン帝国憲法が制定されるなど近代化が試みられたが、アブデュル・ハミト2世が専制君主制を復活させ反動化した。
この中で、バルカン半島の諸民族の独立運動とそれに対する列強の介入やロシアの南下政策などで領土は縮小し、産業革命にも西欧の後塵を拝し、対外債務の増大や国民経済の窮乏化など国力は疲弊して行った。
これに対して、危機感を募らせた青年将校たちが統一と進歩委員会を結成し、「憲法復活」などをスローガンに革命を起こした。いわゆる「青年トルコ人革命」である。この革命によって「汎トルコ主義」による近代化が推進されることになるが、「統一と進歩委員会」のエンヴェル・パシャはドイツ帝国と提携しロシアに対抗。第一次世界大戦では中央同盟側に参戦し、敗戦。オスマン帝国は崩壊することになる。

### トルコ革命
第一次世界大戦後のパリ講和会議ではオスマン帝国にはセーヴル条約が戦勝国から押し付けられた。これは帝国の領土の西をギリシアに東をアルメニアに、南東部をクルド人に割譲しさらに首都イスタンブールを国際管理下におくものであった。
これに対し、1920年にアンカラで召集された大国民議会は、ガリポリの戦いで活躍した軍人ムスタファ・ケマル（アタテュルク）を指導者とし、トルコ革命と呼ばれる、祖国回復運動を展開した。その結果1923年にはローザンヌ条約を締結し、エーゲ海島嶼をギリシャに割譲し、トルコ領内のキリスト教徒とギリシャ領内のイスラム教徒の交換を行い、トルコ共和国の樹立が宣言された。初代大統領となったケマルは、政教分離、ローマ字の採用、女性参政権など近代化政策を矢継ぎ早に断行した。1924年にはカリフ制が廃止された。

## 現代

### トルコ共和国
第二次世界大戦では中立を維持したが、末期の1945年、連合国の勝利が確定的になると、その圧力により2月23日に対日独宣戦布告した。戦後、イギリスをはじめ欧州諸国に代わって世界の主導的な地位を担うようになったアメリカ合衆国によって、ギリシャとともに反共・対ソ連封じ込めの最前線と位置づけられるようになる。その一環としてトルーマン・ドクトリンやマーシャル・プランなどを通じてアメリカからの経済的・軍事的な援助を受けるようになり、1950年に成立したアドナン・メンデレス内閣ではNATO、中央条約機構に加盟し、反ソ・親欧米路線を取った。
また、1954年にはギリシアとユーゴスラビアとの三国でバルカン軍事同盟を締結、周辺国との間で軍事的緊張を緩和させた。しかし経済の不振によって政府の批判が高まると1960年にクーデターが起こり、メンデレスは失脚、処刑された。
その後共和人民党のイスメト・イノニュ、公正党のスュレイマン・デミレルが政権を担当。ソ連との経済技術援助協定の締結（1967年）など、外交の多角化が進められたりしたが、軍事クーデター未遂や労働者や学生運動などで政情不安が続いた。
1970年代にはキプロス問題で、軍事費が膨らみ経済は悪化し、左右双方のテロが相次いだ。1979年にイラン革命が興ると、キプロス問題で冷え込んでいたアメリカ合衆国との関係も好転、1980年には軍事クーデターが起こり、二院制が一院制に変わるなどの憲法改正が行われ、治安と経済が改善、程なく民政移管が行われた。しかしクルド人組織によるテロなど、国内には不安定要素が残った。1991年の湾岸戦争では多国籍軍に基地を提供した。
一方政治面では1989年に30年ぶりに文民出身のオザル大統領が就任。その後1993年デミレル大統領、2000年セゼル大統領と続き、政治の文民化が図られた。
2002年には死刑制度を廃止した。
イラク戦争ではアメリカ合衆国への基地提供について議会は賛成したが、定足数に足りず無効となり、事実上提供しなかった。
2000年代以降トルコはEU加盟に向けての交渉を進めているが、キプロス問題や人権問題、クルド人抑圧など複雑な問題を抱えている為、交渉は難航している。